# Заросле (Казахстан)
Заро́сле (каз. Зарослое) — село у складі району Магжана Жумабаєва Північноказахстанської області Казахстану. Входить до складу Аккайинського сільського округу.
Населення — 30 осіб (2021; 100 у 2009, 218 у 1999, 254 у 1989).
Національний склад станом на 1989 рік:
- росіяни — 100 %.